# Stăpânul lumii
Stăpânul Lumii (în franceză Maître du monde) este un roman de Jules Verne apărut în 1904. A fost publicat mai întâi în foileton în Magasin d'Éducation et de Récréation, între 1 iulie și 15 decembrie 1904, apoi în volum, pe data de 10 noiembrie a aceluiași an.
Este una dintre operele mai puțin importante ale lui Jules Verne, fiind narată la persoana întâi. Această carte este o continuare a romanului Robur Cuceritorul: genialul Robur revine în sânul civilizației la bordul unui vehicul amfibie extrem de rapid, cu scopul de a deveni stăpânul lumii.

## Rezumat
Pe muntele Great-Eyry se produc o serie de incidente misterioase: se aud sunete surde și un incendiu impresionant animă crestele. Martorii evenimentelor sunt convinși că Great-Eyry este un vulcan care se trezește.
Pentru a soluționa misterul acestor evenimente, inspectorul Strock, cunoscut pentru curiozitatea sa dusă la extrem, primește misiunea de a escalada muntele, lucru nerealizat vreodată și considerat imposibil. Strock eșuează și, dezamăgit, se întoarce la Washington, unde este așteptat de o nouă misiune, la fel de stranie. Un vehicul misterios extrem de rapid a fost văzut gonind pe diverse drumuri ale Statelor Unite, punând în pericol pietonii și ceilalți șoferi. În timpul unei curse de automobile, vehiculul misterios câștigă cursa detașat, dar dispare în apele unui lac.
După o vreme, un submarin își face apariția în apele Marilor Lacuri, speriind populațiile de pescari. Inspectorul reușește să ajungă la bordul său, doar pentru a constata că este condus de Robur Cuceritorul care, după ce și al doilea Albatros a fost distrus, a realizat un nou vehicul Fantoma, capabil să meargă pe pământ, pe și sub apă, precum și prin văzduh. Atins de nebunie, genialul inventator vrea să înfrunte cele mai violente manifestări ale naturii pentru a dovedi că el este, cu adevărat, Stăpânul Lumii, gest care îi va fi fatal.

### Capitolele cărții
| - Capitolul I - Ce se întâmplă pe meleagurile noastre - Capitolul II - La Morganton - Capitolul III - Great-Eyry - Capitolul IV - Un concurs al Automobil Clubului - Capitolul V - Aproape de litoralul Noii Anglii - Capitolul VI - Prima scrisoare - Capitolul VII - Trei la mână - Capitolul VIII - Cu orice preț - Capitolul IX - A doua scrisoare | - Capitolul X - Scos de sub scutul legii - Capitolul XI - În expediție - Capitolul XII - Golful Black-Rock - Capitolul XIII - La bordul Nălucii - Capitolul XIV - Niagara - Capitolul XV - Cuibul vulturului - Capitolul XVI - Robur Cuceritorul - Capitolul XVII - În numele legii! - Capitolul XVIII - Ultimul cuvânt îl are bătrânica Grad |

## Semnificație literară și critici
Stăpânul Lumii conține o serie de idei care circulau pe vremea lui Verne și care s-au dovedit a fi eronate. Un vehicul care călătorește cu 200 mph nu este invizibil pentru ochiul liber și nici greutatea nu îi este redusă de creșterea vitezei.
Evenimentele romanului au loc în vara anului 1903, personajele povestind despre erupția muntelui Pelée din Martinica, petrecută în 1902. Verne și-a îngăduit o anumită libertate în ceea ce privește geografia Statelor Unite. În carte, orașul din munții Carolinei de Nord în care se petrece acțiunea este Morganton. Totuși, numele muntelui, Great-Eyry, amintește de Muntele Airy, care se află tot în Carolina de Nord, dar nu este în apropiere de Morganton. O altă parte a acțiunii se petrece într-un lac natural întins și adânc din Kansas, stat în care nu există o asemenea formațiune.

## Teme abordate în cadrul romanului
- Infatuarea omului care crede că, stăpânind tehnologia, poate controla întreaga natură (temă prezentă și în 20.000 de leghe sub mări, Robur Cuceritorul și Întâmplări neobișnuite)

## Lista personajelor
- John Strock, naratorul, inspector principal de poliție.
- Dl. Ward, 50 ani, șeful poliției.
- Elias Smith, 40 ani, primarul din Morganton, bogat proprietar de terenuri și excepțional vânător.
- Harry Horn, 30 ani, ghid montan.
- James Bruck, 25 ani, ghid montan.
- Nisko, câinele lui Elias Smith.
- Primarul din Pleasant-Garden, prieten al lui Elias Smith.
- Grad, bătrâna servitoare a lui John Strock, prototipul bunului-simț popular.
- Nab Walker, 32 ani, agent de poliție, îl însoțește pe Strock în misiunea sa.
- John Hart, 30 ani, agent de poliție, îl însoțește pe Strock în misiunea sa.
- Arthur Wells, 40 ani, unul dintre cei mai buni agenți ai poliției federale.
- Robur Cuceritorul, căpitanul Fantomei.
- John Turner[3], secundul lui Robur.
- Un al doilea însoțitor al lui Robur.

## Adaptări
- În 1961 a fost realizat filmul Stăpânul lumii, cu Vincent Price și Charles Bronson. În scenariu, Richard Matheson a combinat elemente din carte (în special personajul Strock) cu mare parte din predecesorul romanului, Robur Cuceritorul (unul dintre exemple fiind folosirea Albatrosului, nu a Fantomei), adăugând și elemente tematice proprii. Un articol din revista Filmfax, editată de American International Pictures, include o fotografie a unui model de Fantomă, pregătit pentru un film nerealizat, Stratofin, care ar fi urmat să fie continuarea la Master of the World.
- La sfârșitul anilor '70 ai secolului al XX-lea a fost lansat un desen animat de o jumătate de oră, care s-a dovedit a fi mult mai fidel romanului decât filmul din 1961.
- Robur este un personaj al romanului The Bloody Red Baron (1995), fiind inginerul-șef aerian al Puterilor Centrale. Capitolul în care apare aeronava sa, cu steagul cunoscut, este intitulat "Stăpânul Lumii".
- Fantoma apare în jocul Pirates of the Mysterious Islands.

## Traduceri în limba română
- 1964 - Robur Cuceritorul. Stăpânul lumii, Ed. Tineretului, traducere Ovid Constantinescu, 384 pag
- 1970 - Robur Cuceritorul. Stăpânul lumii, Ed. Albatros, traducere Ovid Constantinescu, 384 pag.
- 1981 - Robur Cuceritorul. Stăpânul lumii, Ed. Ion Creangă, Colecția "Jules Verne", vol.31, traducere Ovidiu Constantinescu
- 1990 - Robur Cuceritorul. Stăpânul lumii, Ed. Ion Creangă, Colecția "Jules Verne", vol.31, traducere Ovidiu Constantinescu
- 2003 - Stăpânul lumii, Ed. Corint, traducere Traian Fințescu, 160 pag., ISBN 973-653-075-2
- 2010 - Robur Cuceritorul. Stăpânul lumii, Ed. Adevărul, Colecția "Jules Verne", vol.31, traducere Ramona-Alexandra Popescu, 400 pag., ISBN 978-606-539-177-2